# Rose Tattoo
Rose Tattoo – australijska grupa hardrockowa, utworzona w 1976 r. w Sydney.

## Członkowie

### Aktualni członkowie
- Angry Anderson – śpiew (1976–1987, 1992–1993, 1998–nadal)
- Robin Riley – gitara (1981–1983, 2000–nadal)
- Dai Pritchard – gitara hawajska (2007–nadal)
- Geordie Leach – gitara basowa (1977–1979, 1980–1984, 1992–1993, 1999, 2007–nadal)
- Paul DeMarco – perkusja (1992–1993, 1998–nadal)

### Byli członkowie
- Leigh Johnston – gitara rytmiczna, wokal wspierający (1976)
- Tony Lake – frontman (1976)
- Ian Rilen – gitara basowa, śpiew (1976–1977, 1998) (zmarł 2006)
- Michael „Stork” Vandersluys – perkusja (1976)
- Peter Wells – gitara hawajska, gitara basowa (1976–1983, 1992–1993, 1998–2006) (zmarł 2006)
- Mick Cocks – gitara, gitara basowa, wokal wspierający (1976–1981, 1992–1993, 1998, 1999, 2003–2009) (zmarł 2009)
- Dallas „Digger” Royall – perkusja (1977–1983) (zmarł 1991)
- Chris Turner – gitara (1977)
- Lobby Loyde – gitara basowa (1979–1980) (zmarł 2007)
- Scott Johnston – perkusja (1983–1984, 1985–1986)
- Greg Jordan – gitara hawajska (1983–1985)
- John Meyer – gitara (1983–1985)
- Steve Balbi – gitara basowa (1984–1985)
- Robert Bowron – perkusja (1984)
- Andy Cichon – gitara basowa, fortepian, instrumenty klawiszowe, wokal wspierający (1985–1986)
- Tim Gaze – gitara hawajska (1985–1987)
- Jake Landt – gitara basowa (1987)
- Rick Melick – instrumenty klawiszowe (1987)
- Steve King – gitara basowa (2000–2007)

## Dyskografia

### Albumy studyjne
- Rose Tattoo (1978)
- Assault & Battery (1981)
- Scarred for Life (1982)
- Southern Stars (1984)
- Beats from a Single Drum (1986)
- Pain (2002)
- Blood Brothers (2007)
- Outlaws (2020)

### Albumy koncertowe
- 25 to Life (2000) (album dwupłytowy)
- Tatts – Live in Brunswick (2017)